# Spandaryan, Shirak
Spandaryan là một đô thị thuộc tỉnh Shirak, Armenia. Dân số ước tính năm 2011 là 1752 người.